# نينا أرياندا
نينا أرياندا (بالإنجليزية: Nina Arianda)‏ هي ممثلة أمريكية، ولدت في 18 سبتمبر 1984 بمانهاتن في الولايات المتحدة. من الجوائز التي نالتها جائزة المسرح العالمي سنة 2010 وجائزة توني لأفضل ممثلة مسرحية ‏ سنة 2012.

## أعمال

### أفلام
- (2011) سرقة برج[5]
- (2011) منتصف الليل في باريس[6]
- (2016) فلورنس فوستر جينكينز[7][8]
- (2018) ستان وأولي

## جوائز وترشيحات
جوائز
- جائزة المسرح العالمي (2010)
- جائزة توني لأفضل ممثلة مسرحية [الإنجليزية]‏ (2012)

ترشيحات
- جائزة توني لأفضل ممثلة مسرحية [الإنجليزية]‏ (2011)

## وصلات خارجية
- نينا أرياندا على موقع IMDb (الإنجليزية)
- نينا أرياندا على موقع ألو سيني (الفرنسية)
- نينا أرياندا على موقع أول موفي (الإنجليزية)
- نينا أرياندا على موقع قاعدة بيانات برودواي على الإنترنت (الإنجليزية)
- نينا أرياندا على موقع قاعدة بيانات الأفلام السويدية (السويدية)
- نينا أرياندا على موقع قاعدة بيانات الفيلم (الإنجليزية)